# Partito Socialista Bulgaro
Il Partito Socialista Bulgaro (in bulgaro: Българска Социалистическа Партия - БСП; trasl. Bălgarska Socialističeska Partija - BSP) è un partito politico bulgaro di orientamento socialdemocratico fondato nel 1990 come prosecuzione del Partito Comunista Bulgaro.
È membro dell'Internazionale Socialista ed è guidato da Kornelija Ninova.

## Storia
Alle elezioni del 1990, il BSP ancora forte del potere gestito fino a quel momento, conseguì il 47,2% dei voti ed elesse 211 deputati su 400, la maggioranza assoluta. Unica sostanziale alternativa fu rappresentata dall'Unione delle Forze Democratiche (SDS), che raccolse il 36,2% dei voti. Alle elezioni dell'anno successivo, però, il BSP scese al 33,1% dei voti ed elesse 106 deputati, venendo superato dalla SDS, che ottenne il 34,4% e 106 seggi. La SDS formò il nuovo governo, che durò, però, in carica un solo anno, sostituito da Ljuben Berov del BSP, alleato con il Movimento per i Diritti e le Libertà (DPS), liberali turcofoni.
Alle elezioni del 1994, il BPS incrementò i suoi consensi al 43,5%, eleggendo 125 deputati e rimanendo al governo. Alle politiche del 1997, però, la SDS, in una lista insieme all'Unione del Popolo Nazionale Bulgaro, ottenne il 52,3% dei voti, mentre il BSP crollò al 22%, dimezzando i propri deputati (58). Alle elezioni del 2001, sia il BSP che la SDS vennero battuti dal Movimento Nazionale Simeone II (NDSV), fondato dall'ex re Simeone II. Il nuovo partito ottenne il 42,7% dei consensi, conquistando la metà dei seggi del Parlamento (120). Il BPS scese ulteriormente al 17,1% dei voti, elesse 48 deputati e fu nuovamente escluso dal governo.
Alle politiche del 2005, il BSP si è presentato nell'alleanza di centro-sinistra, Coalizione per la Bulgaria, composta da:
- BSP;
- Partito dei Socialdemocratici Bulgari (Partija Bălgarski Socialdemokrati);
- Movimento Politico "Socialdemocratici" (Političesko Dviženie "Socialdemokrati");
- "Aleksander Stambolijski" - Unione del Popolo Agricolo Bulgaro (Bălgarski Zemedelski Naroden Sajuz "Aleksandăr Stambolijski");
- Unione Civica "Roma" (Graždansko Obedinenie "Roma");
- Movimento per l'Umanesimo Sociale (Dviženie za Socialen Humanizum);
- Partito Verde di Bulgaria (Zelena Partija na Bălgarija);
- Partito Comunista di Bulgaria (Komunističeska Partija na Bălgarija).

La Coalizione raccolse il 31% dei voti, eleggendo 84 deputati. Constatata l'impossibilità per nessun partito di governare da solo si diede vita ad una coalizione di unità nazionale tra BSP, NDSV e DPS. Sergey Stanishev del BSP venne nominato primo ministro.
Alle elezioni europee del 2007, il BSP si è presentato con la Lista "Piattaforma Socialista Europea", che ha raccolto il 21,4% dei consensi. Alla piattaforma non hanno aderito né il Partito dei Socialdemocratici e Movimento Politico "Socialdemocratici" Bulgari, che hanno dato vita alla Coalizione dei Socialdemocratici Bulgari (1,9%); né il Partito Verde di Bulgaria (0,5%).
Le elezioni parlamentari del 2009 videro il BSP crollare nei consensi, eleggendo 40 deputati, frutto del 17,70% dei voti ottenuti; risultato di gran lunga inferiore al 39,72% raggiunto dal partito conservatore Cittadini per lo Sviluppo Europeo della Bulgaria, che espresse il nuovo premier, Bojko Borisov. Alle elezioni europee dello stesso anno, il BPS salì al 18,5% ed elesse 4 euro-deputati.
Il BSP subì un'altra pesante sconfitta alle presidenziali del 2011, dove il candidato socialista Ivajlo Kalfin non andò oltre il 28,84% dei consensi, battuto ancora una volta dal candidato di Cittadini per lo Sviluppo Europeo della Bulgaria Rosen Plevneliev, che raggiunse il 40,13%.
Nel 2013, a seguito delle proteste di piazza contro la crisi economica, Borisov diede le proprie dimissioni e le previste elezioni politiche furono anticipate di alcuni mesi. Alle elezioni parlamentari del 2013, il BSP ottenne il 26,61% dei consensi, che gli valsero 84 seggi. Il socialista Plamen Oresharski divenne primo ministro, potendo contare sul sostegno anche dei turco-liberali. Il nuovo governo, potendo del resto contare solo sulla metà dei seggi (120 su 240), non placò, però, le proteste popolari.

## Risultati elettorali

### Assemblea Nazionale
| Elezione                | Voti      | %          | Seggi     | +/–     | Posizione               |
| ----------------------- | --------- | ---------- | --------- | ------- | ----------------------- |
| Parlamentari 1991       | 1.836.050 | 33,14 (2°) | 106 / 240 |         | Opposizione             |
| Parlamentari 1994       | 2.262.943 | 43,50 (1°) | 125 / 240 | 19      | Maggioranza             |
| Parlamentari 1997       | 939.308   | 22,44 (2°) | 58 / 240  | 73      | Opposizione             |
| Parlamentari 2001       | 783.372   | 17,15 (3°) | 48 / 240  | 10      | Opposizione             |
| Parlamentari 2005       | 1.129.196 | 30,95 (1°) | 82 / 240  | 34      | Maggioranza             |
| Europee 2007            | 414.786   | 21,14 (2°) | 5 / 18    | -       | -                       |
| Parlamentari 2009       | 748.114   | 17,70 (2°) | 40 / 240  | 42      | Opposizione             |
| Europee 2009            | 476.618   | 18,50 (2°) | 4 / 17    | 1       | -                       |
| Parlamentari 2013       | 942.541   | 26,61 (2°) | 84 / 240  | 44      | Maggioranza             |
| Parlamentari 2014       | 505.527   | 15,40 (2°) | 39 / 240  | 45      | Opposizione             |
| Europee 2014            | 424.037   | 18,94 (2°) | 4 / 17    | Stabile | -                       |
| Parlamentari 2017       | 955.490   | 27,19 (2°) | 80 / 240  | 41      | Opposizione             |
| Europee 2019            | 474.160   | 23,53 (2°) | 5 / 17    | 1       | -                       |
| Parlamentari 2021 (I)   | 480.146   | 15,01 (3°) | 43 / 240  | 37      | -                       |
| Parlamentari 2021 (II)  | 365.695   | 13,39 (3°) | 36 / 240  | 7       | -                       |
| Parlamentari 2021 (III) | 266.667   | 10,12 (4°) | 26 / 240  | 10      | Maggioranza             |
| Parlamentari 2022       | 232.958   | 8,98 (5°)  | 25 / 240  | 1       | Maggioranza             |
| Parlamentari 2023       | 225.914   | 8,94 (5°)  | 23 / 240  | 2       | Opposizione Maggioranza |
| Parlamentari 2024       | 151.557   | 7,06 (5°)  | 19 / 240  | 4       |                         |
| Europee 2024            | 141.178   | 7,01 (5°)  | 2 / 17    | 2       | -                       |
| 1. 2. 3.                |           |            |           |         |                         |